# Frédéric de Falloux du Coudray
Ne doit pas être confondu avec Alfred de Falloux.
Frédéric de Falloux du Coudray (né le 15 août 1807 au Bourg-d'Iré et mort le 22 juin 1884 à Tivoli) est un cardinal français du XIXe siècle.

## Biographie
Falloux exerce des fonctions au sein de la curie romaine, notamment comme régent de la Chancellerie apostolique et auditeur de la Rote romaine.
De Falloux est créé cardinal au titre Sant'Agata dei Goti par le pape Pie IX lors du consistoire du 12 mars 1877. Le cardinal de Falloux participe au conclave de 1878 lors duquel Léon XIII est élu.

## Sources
- Notices d'autorité :   - VIAF
  - ISNI
  - BnF (données)
  - GND
- Ressources relatives à la religion :   - Catholic Hierarchy
  - Cardinals of the Holy Roman Church